# Hjúga (DDH–181)
A Hjúga (DDH–181) a Japán Tengerészeti Véderő Hjúga osztályú helikopterhordozó rombolója.
A hajót az IHI Corporation építette, és 2009. március 18-án állt szolgálatba.

## Szolgálata
A hajó a 2011-es tóhokui földrengés és szökőár idején készleteket szállított, és más módon is részt vett a katasztrófaelhárításban.